# Chionochloa australis
Chionochloa australis là một loài thực vật có hoa trong họ Hòa thảo. Loài này được (Buchanan) Zotov mô tả khoa học đầu tiên năm 1963.